# Atobá-de-pé-vermelho
Atobá-de-pé-vermelho ou atobá-de-pés-vermelhos (nome científico: Sula sula) é uma espécie de ave marinha da família dos sulídeos (Sulidae).

## Etimologia
Não há certeza da origem do nome popular atobá, mas segundo Antenor Nascentes, deve ter origem indígena e, por extensão, tupi.

## Taxonomia
A primeira descrição formal do atobá-de-pé-vermelho foi feita pelo naturalista sueco Carlos Lineu em 1766 na décima segunda edição de seu Systema Naturae. Ele introduziu o nome binomial Pelecanus sula. A localidade tipo é Barbados nas Índias Ocidentais. O presente gênero Sula foi introduzido pelo cientista francês Mathurin Jacques Brisson em 1760. A palavra Sula é norueguesa para gannet.
Há três subespécies:
- S. s. sula (Lineu, 1766) - ocorre do estado da Flórida, nos Estados Unidos, em ilhas do Caribe, na costa do leste do Brasil incluindo ilhas, até a ilha de Ascensão na porção sul do oceano Atlântico.
- S. s. rubripes (Gould, 1838) -  ocorre nas ilhas do Oceano Índico e na região tropical do Oceano Pacífico, arquipélago havaiano, ilhas Marquesas e ilha de Pitcairn.
- S. s. websteri (Rothschild, 1898) - ocorre na região tropical leste do oceano Pacífico da ilha Revillagigedo, na costa sudoeste do México, até o Arquipélago de Galápagos.

## Descrição

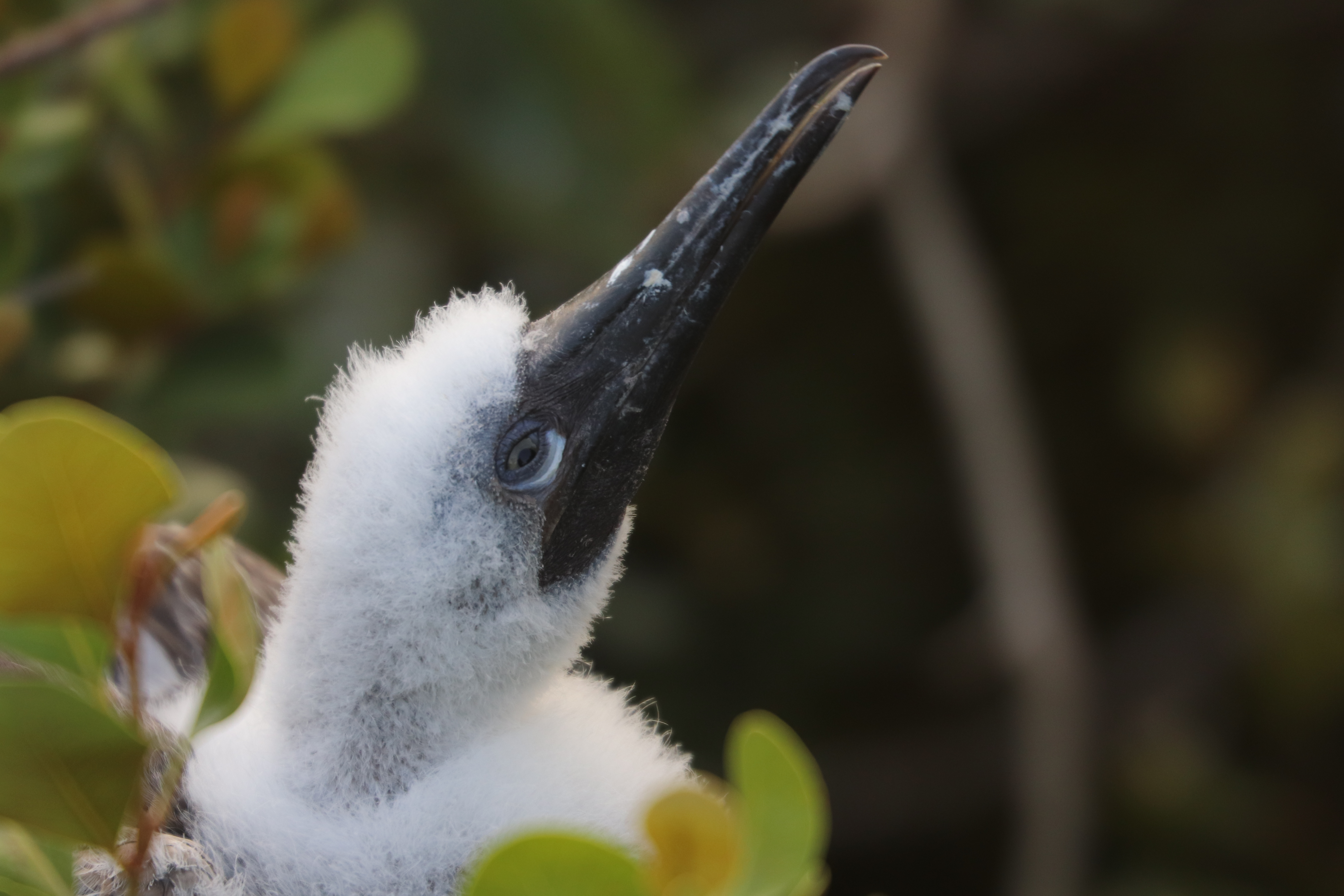
Juvenil em Half Moon Caye, no Belize

O atobá-de-pé-vermelho é o menor membro da família dos atobás com cerca de 70 centímetros de comprimento e com envergadura de até um metro e meio. O peso médio de 490 adultos da ilha Christmas era de 837 gramas. Tem pernas vermelhas e o bico e a bolsa na garganta são de cor rosa e azul. Esta espécie possui vários morfos. Na forma branca, a plumagem é principalmente branca (a cabeça frequentemente tingida de amarelado) e as penas de voo são pretas. O metamorfo branco de cauda preta é semelhante e pode ser facilmente confundido com o atobá de Nazca e os atobás-grandes. A forma marrom é geralmente marrom. O forma marrom de cauda branca é semelhante, mas tem barriga, garupa e cauda brancas. O metamorfo marrom de cabeça branca e cauda branca tem um corpo, cauda e cabeça principalmente brancos, e asas e dorso marrons. Os morfos geralmente reproduzem juntos, mas na maioria das regiões um ou dois morfos predominam; por exemplo, nas ilhas Galápagos, a maioria pertence ao morfo marrom, embora o morfo branco também ocorra. Os sexos são semelhantes e os juvenis são acastanhados com asas mais escuras e patas rosadas claras, enquanto os pintos são cobertos de uma densa penugem branca.[carece de fontes?]

## Ecologia

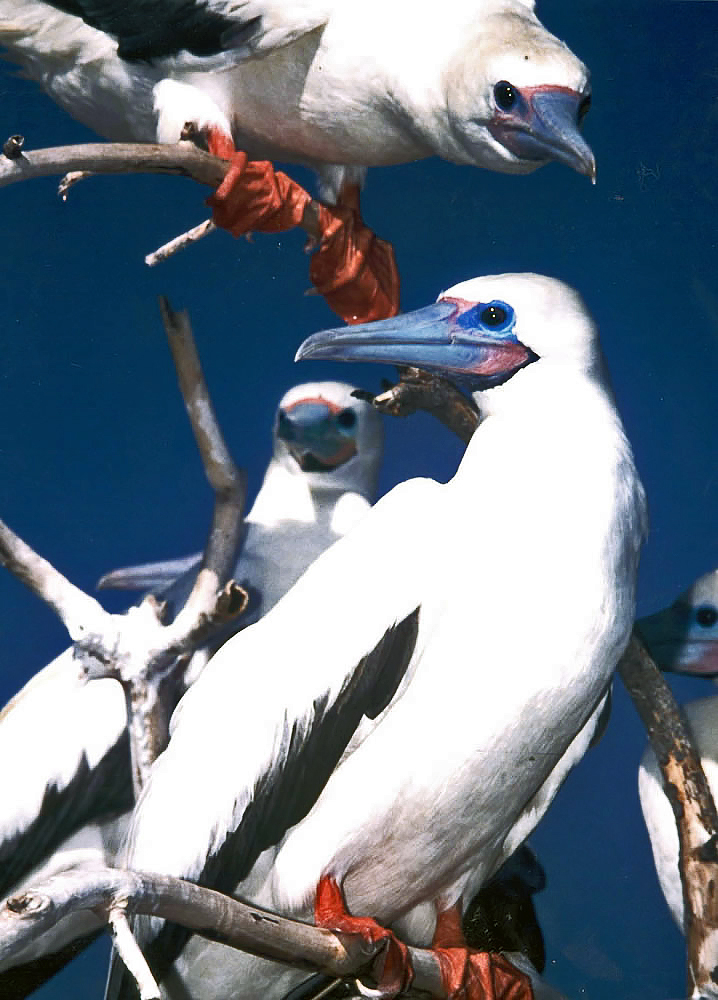
Grupo de atobás-de-pé-vermelho

O atobá-de-pé-vermelho é estritamente marinha e em grande parte pelágica. Alimenta-se principalmente de peixes-voadores (exocetídeos) e lulas com um comprimento médio de presa de 8,8 centímetros. A presa é capturada por mergulho, mas os peixes-voadores também são capturados em voo, especialmente quando perseguidos por predadores subaquáticos. Muitas vezes repousa em barcos que os utilizam como pontos de observação. A reprodução não é sazonal na maior parte do seu alcance. Os indivíduos formam grandes colônias, nidificando e empoleirando-se principalmente em árvores ou em ilhotas com vegetação abundante.

## Distribuição

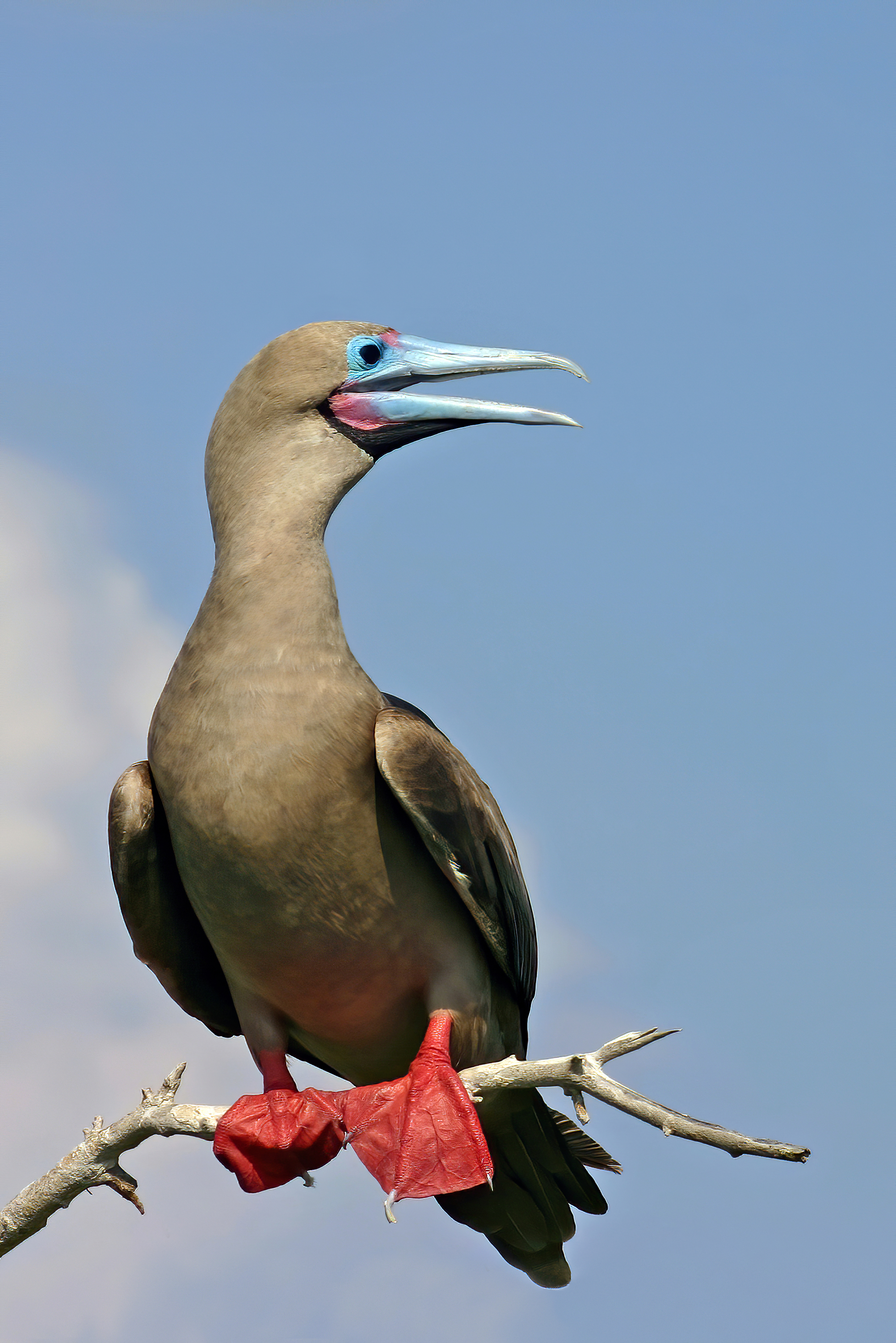
Morfo marrom na ilha Genovesa, em Galápagos

Esta espécie passa o inverno em ilhas tropicais na maioria dos oceanos, excluindo o Atlântico Oriental. No inverno, passa no mar na mesma área, variando ao norte do Trópico de Câncer e ao sul do Trópico de Capricórnio. Foi registrada três vezes no Seri Lanca. Em setembro de 2016, um atobá-de-pé-vermelho foi encontrado na praia em East Sussex, Reino Unido, a cinco mil milhas de seu habitat usual mais próximo. Foi o primeiro de sua espécie já registrado no Reino Unido. O pássaro, mais tarde chamado de Norman, foi dito por alguns estar exausto e desnutrido, embora tenha voado livremente à praia e tivesse peso normal quando verificado. Recuperou a saúde antes de ser transportado de avião para um centro ambiental nas ilhas Caimã em dezembro, onde morreu antes mesmo de ser solto na natureza. No mesmo ano, outro atobá-de-pé-vermelho foi observado sendo atacado por um grande caranguejo-coco (Birgus latro) no arquipélago de Chagos. Em janeiro de 2017, um atobá-de-pé-vermelho foi avistado no continente da Nova Zelândia pela primeira vez.

## Conservação
Estima-se que globalmente haja cerca de 1,4 milhão de indivíduos maduros. A União Internacional para a Conservação da Natureza (UICN / IUCN) lista o atobá-de-pé-vermelho como uma espécie de menor preocupação, embora a população mundial esteja sofrendo um declínio moderado. Dentre as causas para o fenômeno estão a perda de habitat (por exemplo desmatamento), predação por espécies invasoras e níveis insustentáveis de exploração (caça para consumo de carne). A fase quente El Niño – Oscilação Sul em 1982 e 1983 teve um impacto negativo na reprodução na Ilha Christmas, pois as temperaturas mais altas da água reduziram o fornecimento de alimentos. Onde normalmente seis mil pares se aninhavam, 30 pares e cerca de 60 pares tentaram acasalar em 1982 e 1983, respectivamente. Em 2005, foi classificado como em perigo na Lista de Espécies da Fauna Ameaçadas do Espírito Santo; em 2014, como em perigo na Portaria MMA N.º 444 de 17 de dezembro de 2014; e em 2018, como em perigo no Livro Vermelho da Fauna Brasileira Ameaçada de Extinção do Instituto Chico Mendes de Conservação da Biodiversidade (ICMBio).